# Gustave Schelle
Pour les articles homonymes, voir Schelle.
Gustave Schelle, né à Paris le 18 janvier 1845, où il est mort le 30 juin 1927, est un économiste français, spécialiste des physiocrates.
Entré comme employé au ministère des Travaux publics, il en devient chef de division du chemin de fer, dont il est chargé d'établir les statistiques annuelles. Il se livre durant ses loisirs à des recherches sur les économistes du XVIIIe siècle, sur lesquels il publie plusieurs études, et fait paraître une édition en cinq volumes des œuvres de Turgot. Il est membre de la Société d'économie politique à partir de 1883, puis vice-président, membre de l'Institut international de statistique en 1905 et vice-président de la Ligue du libre-échange à partir de novembre 1910. Il est élu membre de l'Académie des sciences morales et politiques en 1919.

## Publications
- Du Pont de Nemours et l'École physiocratique (1888). Réédition : Slatkine, Genève, 1971.
- Lavoisier, statistique agricole et projets de réformes (1894). Avec Édouard Grimaux. Texte en ligne
- Vincent de Gournay (1897). Réédition : Slatkine, Genève, 1984.
- Le docteur Quesnay[,] chirurgien, médecin de Mme de Pompadour et de Louis XV, physiocrate, Paris, Félix Alcan, 1907, p. 24 — Numérisation : Les classiques des sciences sociales, UQAC
- Turgot (1909)
- Le Bilan du protectionnisme en France (1912)
- Œuvres de Turgot et documents le concernant, avec biographie et notes par Gustave Schelle (5 volumes, 1913-1923). Avec Étienne Dubois de L'Estang.
- L'Économie politique et les économistes (1914)[4]